# Спеців (річка)
Спеців — річка в Україні, у Куликівському й Чернігівському районах Чернігівської області. Права притока Вздвижу (басейн Дніпра).

## Опис
Довжина річки приблизно 21,8 км.

## Розташування
Бере початок на північному заході від Дроздівки. Спочатку тече на південний захід через Грабівку, повертає на північний схід, потім на північний захід. Тече через Буди і впадає у річку Вздвиж, ліву притоку Десни.
Річку у двох місцях перетинає автомобільна дорога Т 2522